# Илекский район
Иле́кский район — административно-территориальная единица (район) и муниципальное образование (муниципальный район) в Оренбургской области России.
Административный центр — село Илек.

## География
Район расположен на юго-западе области, в западной части Урало-Илекского междуречья и на правобережье Урала до его водораздела с рекой Кинделёй. Территория района простирается с запада на восток — на 60 км, с севера на юг — на 40 км. Площадь территории — 3600 км².
Граничит: на западе — с Ташлинским районом, на востоке — с Оренбургским и Соль-Илецким районами, на севере — с Новосергиевским и Переволоцким, на юге — с Западно-Казахстанской областью республики Казахстан.
Геология и рельеф
Поверхность Илекского района представлена обширной холмистой равниной, которая является юго-восточной частью Восточно-Европейской или Русской равнины. В основании Восточно-Европейской равнины находится древнейшая Русская платформа, сложенная кристаллическими породами. Сверху платформа покрыта мощными слоями осадочных пород морского и континентального происхождения палеозоя, мезозоя и кайнозоя.
Горные породы залегают горизонтально. Горообразовательных процессов не было, а вся территория то опускалась, заливаемая водами, то поднималась, становясь сушей (континентом). Последнее наступление моря со стороны Каспия было в третичном периоде кайнозоя. При отступлении моря остались толщи песка, глины, мела.
Большую часть района занимают широкие речные долины Урала и Илека, и вследствие этого в рельефе преобладают аллювиальные равнины — поймы, две надпойменные террасы и террасовые поверхности, возникшие на месте погребения прадолин Урала и Илека. Ширина речной долины между террасами 10-15 км. На её плоской поверхности часто встречаются озёра, старицы, гривы, ложбины. Центральная часть долины затопляется талыми водами на месяца. Поймы выстилают речные отложения — галечники и пески, сменяющиеся кверху суглинками и супесями. В погребённых долинах, кроме речных, присутствуют и морские галечники, пески и глины акчагыльского яруса неогена. Речные отложения террас, а также неогеновые отложения палеодолин покрыты мощным пластом суглинистого делювия. Илекская долина отличается от уральской преобладанием в аллювиальных разрезах песков, на которых образуются эоловые формы рельефа. Ландшафтной особенностью долины Илека является развитие на его правобережье обширного массива бугристых и волнистых песков.
Абсолютные отметки поверхности района колеблются от 250 м на водоразделе рек Заживной и Киндели до 50 м в пойме Урала у села Крестовка. Идеальная равнина Урало-Илекского плоскоместья лежит на высотах в пределах от 90 до 130 м над уровнем моря.
На севере Илекского района заходят отроги Общего Сырта (сырт по-казахски — высокое место). Их абсолютная высота 170—200 метров. Склоны, обращённые на юг, круты и обрывисты. Дождевые, снеговые воды, ветер снесли с них почву, и на поверхности обнажаются триасовые и юрские отложения. Их можно видеть в районе сёл Мухраново, Рассыпная, Нижнеозерное. Северные склоны отрогов Общего Сырта пологи, покрыты суглинистыми наносами и слоем чернозёма.
Большая часть Урало-Илекского междуречья занята аккумулятивной террасовидной равниной неоген-четвертичного возраста. Эта самая идеальная равнина в области в настоящий момент практически полностью распахана. В восточную часть района по правобережью реки Чёрной заходит всхолмленное Урало-Илекское плато, сложенное красноцветными породами триаса.
Преобладающими в районе являются придолинно-плакорные, пойменные, террасовые, песчано-бугристые ландшафты. Современная распаханность максимальна в Оренбуржье — 71 % территории. Лесопокрытая площадь значительна за счёт пойменных лесов и составляет 8,4 %, лугово-степные пастбища и сенокосы занимают 27,6 % территории.
Имеется один лесной генетический резерват площадью 106,9 га. Пойма реки Урал у села Илек перспективна для создания национального природного парка. Особый интерес для организации природного резервата представляет остров Раздоры, образованный двумя рукавами реки Урал, площадью 3414 га.
Палеонтология
В отложениях раннего триасового периода (оленёкский ярус) Илекского района обнаружены окаменелости темноспондильных амфибий родов Parotosuchus, Rhytidosteus, Inflectosaurus, Batrachosuchoides, Wetlugasaurus, Benthosuchus и Trematotegmen.
Полезные ископаемые
В Илекском районе расположена восточная часть Оренбургского нефтегазоконденсатного месторождения. Кроме того, район располагает большими запасами кирпичных глин (Илекское месторождение) и песчано-гравийно-галечных отложений (месторождения Красноярское, Илекское и Чёртова Прорва).

### Климат
Илекский район расположен в степной зоне в центре Евразии, климат здесь резко континентальный. Лето жаркое, знойное с недостаточным увлажнением с частыми и сильными суховеями.
Зима холодная с морозами и частыми метелями. В этот период наблюдаются оттепели. Устойчивое залегание снежного покрова 130—140 дней с 25 ноября по 7 апреля. Средняя высота снежного покрова — около 20 см. Среднемесячная температура воздуха в июле составляет около +22 °C , в январе −14 °C. Разница между максимальной (+42 °C) и минимальной (-43 °C) температурой в году достигала 85 °C. Продолжительность безморозного периода 140 дней в году. Последние заморозки в первой-начале второй декады мая.
Среднегодовая сумма осадков колеблется от 273 до 363 мм, за теплый период (апрель-октябрь) выпадает 177—215 мм, в том числе за май-июнь — 66-75 мм. В районе преобладают ветры восточного и юго-западных направлений со средней скоростью от 2 до 5 м/с.
В сельском хозяйстве необходимо проводить особые агротехнические мероприятия: снегозадержание, орошение, лесонасаждение, подбор засухоустойчивых культур и др.
Гидрография
Крупными реками района являются река Урал и его левый приток Илек. Длина реки Урал 2534 км, а длина русла по Илекскому району 475 км. Из общей длины реки Илек в 623 км на район приходится 230 км. Ещё есть правые притоки Урала река Заживная и река Озёрная, и правый приток Илека река Мазанка.
Питание рек смешанное, преимущественно снеговое, что вызывает весеннее половодье с апреля. Вода в реке Урал у села Илек поднимается на 7-8 метров. Затем половодье сменяется медленным спадом воды в реках в течение двух месяцев, и наступает мелководная устойчивая межень. Бывают кратковременные подъёмы воды в реках из-за летних и осенних дождей. Это паводки.
Зимой реки покрываются устойчивым ледяным покровом, продолжающимся до 130—140 дней. Вскрытие льда происходит с 6 по 15 апреля.
В долине Урала много озёр и стариц, особенно крупные: Боковое, Безымянное, Лебяжье, Липовое, Митрясово, Припорное, Кривое, Песчанка, Шутово, Заживное, Сухариново, Чиликовое, Беспелюхино, Ореховое, Большое Орлово и другие.
Грунтовые воды залегают на глубине 6-40 метров. В некоторых балках бьют родники.
Почвы
Почвенный покров в районе представлен южными чернозёмами и тёмно-каштановыми почвами. Значительное распространение имеют солонцово-солончаковые комплексы. Почвы в большой степени подвержены ветровой и водной эрозии. Мощность окрашенной гумусом почвенной толщи достигает 70-80 см. Местами из-под слоя покровных суглинков обнажаются тяжелые соленосные глины. Вдоль рек распространены аллювиальные почвы, на юге района — пески. В понижениях почвы лугово-болотные.
Растительность

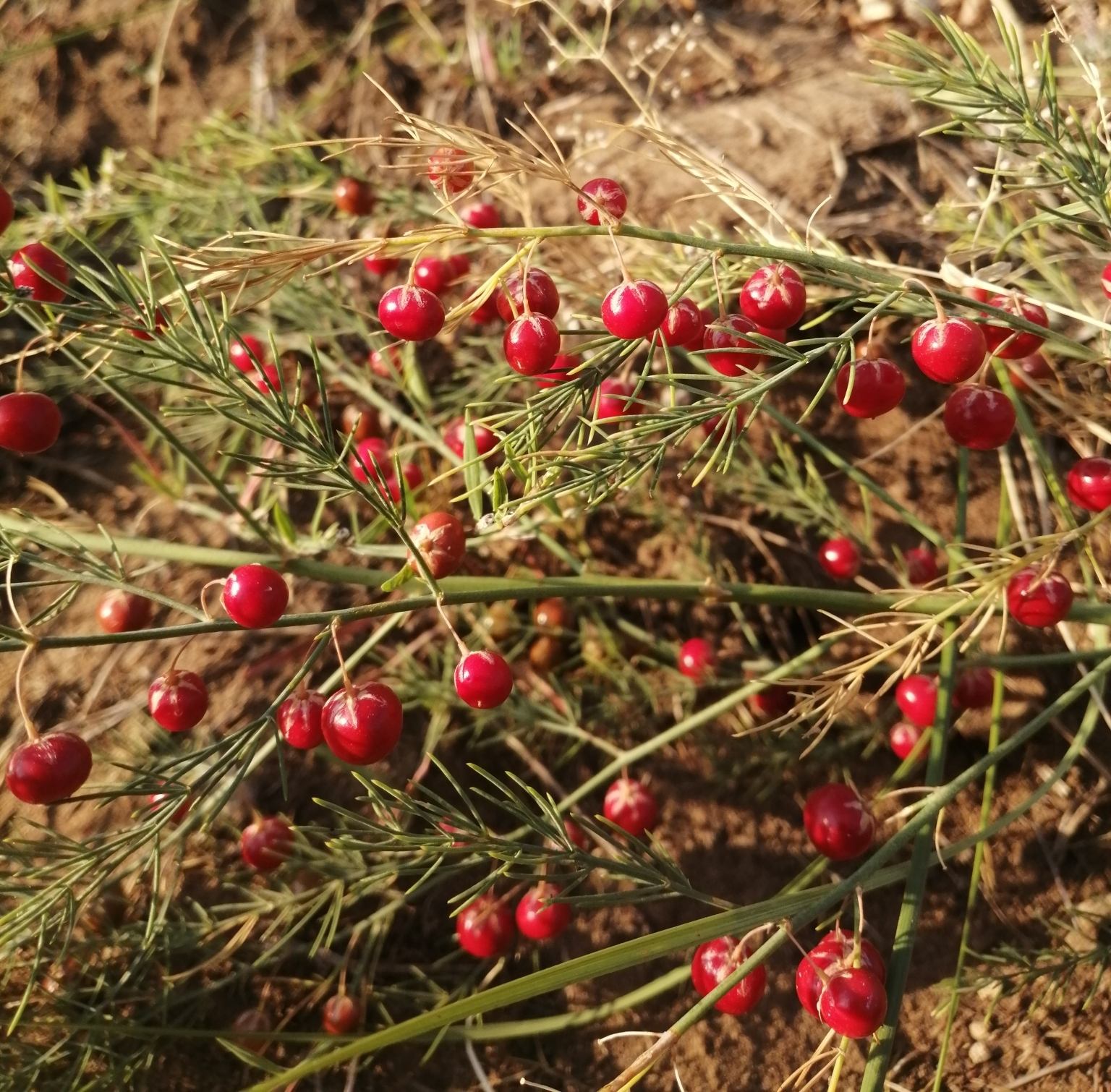
Спаржа индерская

Район расположен в зоне типчаково-ковыльных степей, на юге распространены песчаные степи, вдоль русел рек — пойменные леса и луга. Иногда встречаются участки каменистой и солонцово-солончаковой степи.
Илекский район — самый распаханный в Оренбургской области — пашня занимает 71 % территории. Но при этом он является самым лесистым в степной зоне области — лесопокрытая площадь составляет 8,4 % территории.
Из «краснокнижных растений» в районе встречаются ковыль красивейший и пушистоспайник длиннолистный. В дубраве Медвежья ростошь произрастает бересклет бородавчатый. В районе произрастает редкое эндемичное растение чилим (водяной орех), заросли которого отмечаются на озёрах Большое Орлово, Ореховое, Беспелюхино, Рассыпнянский затон. Лесные памятники природы представлены тополевником на Ковыльном яру и Илекским тополевником, а также дубравой Белый ключ.
В ковыльно-типчаковых, разнотравных степях произрастают: ковыль, костер безостый, молочай, тысячелистник, клевер красный, ковыль узколистный, овсяница, мышиный горошек, люцерна, чертополох, овёс степной, тимофеевка, тонконог, пырей, конопля, щавель, подмаренник, шалфей, мятник безостый, подорожник, одуванчик, полынь, лебеда, белена, гречишка, перекати-поле, солодка.
По долинам рек у леса растут кустарники: бобовник, ракитник, чилига, тёрн, степная вишня, шиповник, жимолость татарская, крушина, смородина. В долинах рек растут пойменные леса, в которых растут ива, ветла, оскорь, вяз, осина, тополь, липа, дуб, клён, ясень.
За лесами ведётся со стороны лесхоза не только уход, но и посадка ценных лесных культур: берёзы, дуба, вяза мелколистного, сосны. Через территорию района проходит государственная лесозащитная полоса с обеих сторон реки Урал в 4 ряда на 82 км. На сегодняшний день площадь лесной полосы составляет 2890 га, в том числе покрытая лесом — 2245 га.
Животный мир
Фауна: обитают лось, косуля, кабан, куница, бобр, гнездятся филин, орлан-белохвост, ворон, тетеревятник, европейский тювик. Грызуны: рыжая и обыкновенная полевки, лесная, домовая и желтогорлые мыши. Из землеройковых: бурозубка обыкновенная.
Доминирующие виды грызунов: лесная мышь, рыжая полевка.
Памятники природы Илекского района
В Илекском районе есть 10 памятников природы.
1. Урочище Белые ключи — в 12 км на северо-восток от с. Сладкова. 51°43′22″ с. ш. 53°34′01″ в. д.HGЯO
2. Кладбище псевдокрокодилов — восточная окраина с. Рассыпного. 51°35′35″ с. ш. 53°38′50″ в. д.HGЯO
3. Медвежья ростошь — в 4,5 км к западу от с. Нижнеозерного. 51°37′32″ с. ш. 53°49′29″ в. д.HGЯO
4. Нижнеозерный яр с дубняком — в 1 км к юго-западу от с. Нижнеозерного. 51°35′36″ с. ш. 53°53′04″ в. д.HGЯO
5. Нижнеозерный крепостной утес — южная окраина с. Нижнеозерного. 51°36′17″ с. ш. 53°55′02″ в. д.HGЯO
6. Дубрава на Большом Кордоне — в 6,5 км к северо-востоку от с. Нижнеозерного. 51°37′26″ с. ш. 54°01′04″ в. д.HGЯO
7. Красная круча — в 5,6 км к северу от пос. Димитровского, на правом берегу водохранилища на р. Черной 51°28′33″ с. ш. 54°12′00″ в. д.HGЯO
8. Царский курган — в 7,4 км к северо-востоку от с. Привольного. 51°25′39″ с. ш. 53°42′34″ в. д.HGЯO
9. Курган на Урало-Илекской ровняди — в 8 км к северу от с. Степного, в 10 км к югу от с. Кардаилово. 51°25′56″ с. ш. 53°53′37″ в. д.HGЯO
10. Дубняк у с. Озерки — в 6,5 км к юго-востоку от с. Сухоречка.

## История
В 1926 году постановлением ВЦИК РСФСР от 4 ноября из Илекского уезда Уральской губернии Казакской АССР выделена Илекская волость и причислена к Оренбургскому уезду Оренбургской губернии. В состав Илекской волости входило 13 сельских советов с 20 населёнными пунктами. Площадь составила 1896 кв. вёрст (2158 км²) с населением 23110 человек.
Постановлением ВЦИК РСФСР от 30 мая 1927 года Илекская волость преобразована в Илекский район. Территория Илекского района на сентябрь 1927 года составляла 10000 кв. вёрст (11381 км²) с 80 населёнными пунктами и 50000 человек.
Современные границы Илекского района образовались после укрупнения районов области в 1965 году.

## Население
| 2002    | 2003    | 2004    | 2009    | 2010    | 2012    | 2013    | 2014    | 2015    |
| ------- | ------- | ------- | ------- | ------- | ------- | ------- | ------- | ------- |
| 28 793  | ↘28 700 | ↘28 600 | ↗28 618 | ↘25 150 | ↘24 917 | ↘24 855 | ↘24 663 | ↘24 436 |
| 2016    | 2017    | 2018    | 2019    | 2020    | 2021    |         |         |         |
| ↘24 246 | ↘24 050 | ↘23 889 | ↘23 562 | ↘23 206 | ↗25 845 |         |         |         |

## Территориальное устройство
Илекский район как административно-территориальная единица области включает 15 сельсоветов. В рамках организации местного самоуправления, Илекский муниципальный район включает соответственно 15 муниципальных образований со статусом сельских поселений (сельсоветов):
| №  | Муниципальное образование  | Административный центр | Количество населённых пунктов | Население (чел.) | Площадь (км²) |
| -- | -------------------------- | ---------------------- | ----------------------------- | ---------------- | ------------- |
| 1  | Димитровский сельсовет     | посёлок Димитровский   | 4                             | ↘1045            | 643,52        |
| 2  | Затонновский сельсовет     | село Затонное          | 1                             | ↘529             | 121,77        |
| 3  | Илекский сельсовет         | село Илек              | 2                             | ↗10 383          | 282,07        |
| 4  | Кардаиловский сельсовет    | село Кардаилово        | 1                             | ↘2280            | 423,48        |
| 5  | Красноярский сельсовет     | село Красный Яр        | 1                             | ↘724             | 127,87        |
| 6  | Мухрановский сельсовет     | село Мухраново         | 1                             | ↘603             | 197,13        |
| 7  | Нижнеозёрнинский сельсовет | село Нижнеозёрное      | 1                             | ↘1316            | 241,60        |
| 8  | Озёрский сельсовет         | село Озёрки            | 1                             | ↘871             | 191,84        |
| 9  | Подстепкинский сельсовет   | село Подстепки         | 1                             | →393             | 68,93         |
| 10 | Привольный сельсовет       | село Привольное        | 4                             | ↘1070            | 355,31        |
| 11 | Рассыпнянский сельсовет    | село Рассыпное         | 1                             | ↘602             | 309,87        |
| 12 | Сладковский сельсовет      | село Сладково          | 1                             | ↘712             | 110,00        |
| 13 | Студёновский сельсовет     | село Студёное          | 4                             | ↘1594            | 280,53        |
| 14 | Сухореченский сельсовет    | село Сухоречка         | 1                             | ↘502             | 152,09        |
| 15 | Яманский сельсовет         | село Яман              | 1                             | ↘617             | 93,88         |

### Населённые пункты
В Илекском районе 25 населённых пунктов.
| №  | Населённый пункт | Тип     | Население | Муниципальное образование  |
| -- | ---------------- | ------- | --------- | -------------------------- |
| 1  | Братский         | посёлок | 70        | Димитровский сельсовет     |
| 2  | Димитровский     | посёлок | 1128      | Димитровский сельсовет     |
| 3  | Заживный         | посёлок | 428       | Студёновский сельсовет     |
| 4  | Затонное         | село    | ↘529      | Затонновский сельсовет     |
| 5  | Илек             | село    | ↗10 191   | Илекский сельсовет         |
| 6  | Кардаилово       | село    | ↘2280     | Кардаиловский сельсовет    |
| 7  | Красный Яр       | село    | ↘724      | Красноярский сельсовет     |
| 8  | Крестовка        | село    | 180       | Студёновский сельсовет     |
| 9  | Луговое          | село    | 92        | Привольный сельсовет       |
| 10 | Мухраново        | село    | ↘603      | Мухрановский сельсовет     |
| 11 | Нижнеозёрное     | село    | ↘1316     | Нижнеозёрнинский сельсовет |
| 12 | Озёрки           | село    | ↘871      | Озёрский сельсовет         |
| 13 | Песчаное         | село    | 23        | Привольный сельсовет       |
| 14 | Подстепки        | село    | →393      | Подстепкинский сельсовет   |
| 15 | Привольное       | село    | 1179      | Привольный сельсовет       |
| 16 | Раздольное       | село    | 221       | Студёновский сельсовет     |
| 17 | Рассыпное        | село    | ↘602      | Рассыпнянский сельсовет    |
| 18 | Сладково         | село    | ↘712      | Сладковский сельсовет      |
| 19 | Степное          | село    | 50        | Привольный сельсовет       |
| 20 | Студёное         | село    | 1146      | Студёновский сельсовет     |
| 21 | Суходольный      | посёлок | 36        | Димитровский сельсовет     |
| 22 | Сухоречка        | село    | ↘502      | Сухореченский сельсовет    |
| 23 | Филипповка       | посёлок | 16        | Димитровский сельсовет     |
| 24 | Шутово           | село    | ↘192      | Илекский сельсовет         |
| 25 | Яман             | село    | ↘617      | Яманский сельсовет         |

## Экономика
Экономика района имеет сельскохозяйственную направленность, которая специализируется на производстве зерна, мяса, молока и шерсти. Основные зерновые культуры — яровой ячмень, яровая пшеница, озимая рожь. Производством с/х продукции занято 23 сельскохозяйственных предприятия.
Промышленность района представлена следующими отраслями: пищевая, строительных материалов, лесная, деревообрабатывающая, полиграфическая.

## Археология
Близ посёлка Филипповка Димитровского сельсовета, в междуречье Урала и Илека, находится Филипповский курганный могильник (Филипповка 1) V—IV веков до нашей эры. Памятник прохоровской (раннесарматской) культуры, вошедший в анналы мировой культуры, открыт в 1986 году экспедицией Института истории, языка и литературы Башкирского филиала АН СССР под руководством А. Х. Пшеничнюка. В 2013 году Приуральская археологическая экспедиция Института археологии под руководством Л. Т. Яблонского провела доследование кургана № 1. Находки 1986—1988 годов хранятся в башкирском Музее археологии и этнографии, находки 2013 года — в Оренбургском губернаторском историко-краеведческий музее.